# 15-й Алабамский пехотный полк
15-й алабамский пехотный полк (англ. 15th Regiment Alabama Infantry) — представлял собой один из пехотных полков армии Конфедерации во время Гражданской войны в США. Полк был набран в основном в юго-восточных округах штата Алабама. Он прошёл все сражения гражданской войны на востоке от кампании в долине Шенандоа до капитуляции при Аппоматтоксе, а также был задействован на Западе в сражении при Чикамоге и осаде Ноксвилла. Полк известен в основном своим активным участием в сражении за Литл-Раунд-Топ под Геттисбергом.

## Формирование
15-й Алабамский полк был сформирован южнокаролинским плантатором Джеймсом Кенти, который переехал в алабамский округ Рассел в начале войны. В мае 1861 года он сформировал в Форт-Митчел роту, которая получила название «Cantey’s Rifles». К этой роте были добавлены ещё 10 рот алабамского ополчения, и 3 июля 1861 года губернатор Эндрю Мур принял новый полк на службу штата Алабама, назначив Джеймса Кенти полковником.
Рота G этого полка была набрана в округе Генри. Её сформировал Уильям Оатс, юрист и газетчик из Абвиля. Эта рота была набрана в основном из ирландцев и стала называться «Henry Pioneers», хотя иногда её называли «Oates' Zouaves» (Зуавы Оатса).
Первоначально полк насчитывал 900 человек в 11 ротах:
- Рота А, (Cantey’s Rifles), округ Рассел
- Рота В, (Midway Southern Guards), округ Барбур
- Рота С, (без названия), округ Мэйкон
- Рота D, (Fort Browder Roughs), округ Барбур
- Рота Е, (Beauregards), округ Дейл
- Рота F, (Brundidge Guards), округ Пайк
- Рота G, (Henry Pioneers), округ Генри
- Рота Н, (Glenville Guards), округа Барбур и Дейл
- Рота I, (без названия), округ Пайк
- Рота К, (Eufaula City Guard), округ Барбур
- Рота L, (без названия), округ Пайк

## Вооружение и снаряжение
Роты А и В были вооружены капсюльными винтовками M1841 Mississippi Rifle калибра .54, которые были популярны со времен мексиканской войны. Остальным ротам были выданы гладкоствольные мушкеты «George Law», которые были переделаны из кремнёвых в капсюльные. Впоследствии рядовые получили английские винтовки Энфилда и Спрингфилды. Так как полк был записан на 3 года службы, то он получал оружие от правительства Конфедерации. Полки, набранные на меньшие сроки, не имели такой возможности.
Униформа рот полка не известна, кроме униформы роты G. Эта рота носила серые мундиры и штаны при красных куртках. Головные уборы роты имели монограмму «HP» (Henry Pioneers), а также «кокарду сецессиониста» с лозунгом «Свобода, равенство, братство».

## Боевой путь
В июне 1861 года полк был направлен в Ноксвилл, а затем в Вирджинию, где был включён в бригаду Джорджа Криттендена. Согласно донесениям, только 300 человек из 900 были готовы к службе. 22 августа полк прибыл в Ричмонд, где был устроен смотр в присутствии президента Дэвиса и губернатора Алабамы, Джона Сортера. Из Ричмонда полк был направлен в Манассас, где встал лагерем около 21-го Северокаролинского полка, в котором уже свирепствовала эпидемия кори. Эпидемия скоро перекинулась на полк и продолжалась до начала зимы, унеся жизни примерно 200 человек.
Весной 1862 года бригаду возглавил Исаак Тримбл, и она была включена в дивизию Ричарда Юэлла. Бригада была задействована в кампании в долине Шенандоа, в сражениях при Фронт-Роял, при Винчестере и при Кросс-Кейс. В сражении при Кросс-Кейс полк использовался в качестве дальнего охранения и первым вступил в перестрелку с противником, после чего отступил к основной линии бригады Тримбла. На этой позиции полк участвовал в отражении атаки федеральной бригады Стейхла, а когда федералы отступили, Тримбл отправил 15-й Алабамский в атаку на федеральную батарею. Батарея успела уйти, но и вся бригада Стейхла так же отступила. В этом бою были задействованы 426 человек полка, из которых 9 было убито и 33 ранено. Тримбл написал в рапорте относительно полковника Кенти, что его умелый отход с пикетной позиции и оперативный фланговый манёвр заслуживает собой награды.
После успешного завершения кампании в долине бригада была переброшена на Вирджинский полуостров, где была задействована сражениях Семидневной битвы. 15-й Алабамский участвовал в сражении при Гейнс-Милл, где из 412 человек было потеряно 34 убитыми и 110 ранеными. В последующем сражении при Малверн-Хилл полк ощутимых потерь не понёс.
В августе 1862 года началась Северовирджинская кампания. Действуя в составе корпуса Томаса Джексона, полк участвовал в перестрелке у Уоррентон-Спрингс 12 августа (без потерь) и в перестрелке на Хэйзел-Ривер 22 августа (без потерь).
25 августа Джексон использовал бригаду Тримбла для рейда на станцию Манассас. Утром 27 августа бригада была направлена к станции Бристо и в то же день участвовала в Сражении при Кэтл-Ран, где полк потерял 6 человек убитыми и 22 ранеными. Вечером Джексон отвёл свои дивизии к Гроветону и 28 августа началось второе сражение при Булл-Ран. 30 августа 440 человек полка были задействован в сражении, где было потеряно 21 человек убитыми и 91 ранеными.
Во время Мерилендской кампании полк насчитывал около 300 человек. Он участвовал в осаде Харперс-Ферри, где не понёс потерь, а затем был переброшен под Шарпсберг, где бригада Тримбла (под командованием Джеймса Уокера) 17 сентября участвовала в сражении при Энтитеме под командованием капитана Исаака Фейгина (после ранения его заменил капитан Уильям Оатс). В этом сражении полк потерял 9 человек убитыми и 75 человек ранеными. После сражения полк участвовал в сражении при Шефердстауне. Потери полка в этом сражении не известны.
В январе 1863 года 15-й Алабамский был введён в алабамскую бригаду Эвандера Лоу, вместе с 4-м, 44-м,47-м и 48-м Алабамскими полками. Бригада была введена в дивизию Худа в корпусе Лонгстрита и весной участвовала в экспедиции Лонгстрита к Саффолку. Одновременно с реорганизацией бригады полк сменил командира — теперь его возглавил подполковник Уильям Оатс, в прошлом капитан роты G.

### Геттисберг
Самым известным сражением полка стало сражение при Геттисберге, где 15-й Алабамский штурмовал высоту Литл-Раунд-Топ. Дивизия Худа была послана в атаку на фланг Потомакской армии, и бригада Лоу наступала на правом фланге дивизии. 15-й Алабамский наступал в центре боевой линии бригады, но Лоу приказал двум правым полкам (44-му и 48-му) переместиться с правого фланга на левый и таким образом 15- Алабамский оказался на крайнем правом фланге.
Когда 47-й и 15-й Алабамские под общим командованием полковника Оатса отбросили снайперов на своём фланге, Оатс увидел, что те отступают на вершину горы Биг-Раунд-Топ. Не желая оставлять их у себя на фланге, Оатс приказал полкам преследовать их вверх по склону. Кода оба полка Оатса оказались на вершине Биг-Раунд-Топ, он решил дать им время отдохнуть. Здесь полковника нашёл штабной офицер Террелл, который потребовал, чтобы Оатс продолжил наступление, на что тот предложил оставить его полки на горе, обещав за час превратить высоту в «Гибралтар» и заметив, что это господствующая высота, на которую надо обязательно поднять артиллерию. Но Террелл настоял на продолжении атаки.
В это время остальные полки бригады Лоу атаковали высоту Литл-Раунд-Топ, которую удерживала бригада Стронга Винсента. 47-й и 15-й полк подошли с некоторой задержкой и атаковали левый фланг бригады Винсента: 15-й Алабамский атаковал фронт 20-го Мэнского полка. Уже после первых залпов Оатс понял, что он не сможет прорвать эту линию с фронта. Тогда он приказал левым ротам (В, С и В) растянуться на весь фронт бригады и отвлекать противника, а семи правым ротам (E, F, G, H, I, K, и L) начать фланговый обход. Однако этот манёвр был замечен и о нём донесли Чемберлену, командиру 20-го Мэнского.
Чемберлен приказал изменить линию фронта: он приказал правым ротам растянуться на весь фронт бригады, при этом знаменная рота F оказалась на крайнем левом фланге. Левые роты он сместил влево, под углом, отчего полк занял линию в форме лошадиной подковы. Роты Оатса, уверенные, что они вышли в тыл противнику (они видели федеральные обозные повозки на восточной стороне горы), были удивлены, попав под залп винтовок левых рот Чемберлена.
Алабамцы несколько раз атаковали левое крыло Чемберлена и в итоге отбросили его назад, вверх по склону. Адъютант алабамского полка, капитан Де Бирни Уодделл попросил разрешения у Оатса взять 40-50 человек и подняться ещё выше по склону, чтобы выйти во фланг федералам. Оатс утвердил это предложение, и Уодделл сумел выйти почти на вершину хребта, откуда его люди открыли огонь вниз, в тыл 20-му Мэнскому, 83-му Пенсильванскому и 44-му Нью-Йоркскому..
И у Чемберлена, и у Оатса уже осталось совсем мало людей, а у Мэнского полка заканчивались боеприпасы. 47-й Алабамский понёс большие потери и начал отходить с позиций, поэтому в распоряжении Оатса остался только один его 15-й Алабамский полк. Он решился на последнюю решительную атаку и сам прошёл перед всей линией, повторив этот приказ. Полк бросился в атаку, сумел ворваться на каменный уступ, на котором стоял 20-й Мэнский, и завязалась рукопашная. В разгар боя Оатс увидел, как погиб его брат, лейтенант Джон Оатс (в тот момент он командовал ротой G). Судя по воспоминаниям Оатса, правым ротам его полка удалось захватить вершину хребта, отчего два крыла полка Чемберлена как бы сложились вдвое. Но долго продержаться на захваченной позиции командир 15-го Алабамского не смог.
Оатс послал адъютанта найти соседний полк и запросить помощи, но адъютант вернулся с сообщением, что слева нет никого, кроме противника. Оатс решил отступать. Он велел по его команде начать отход «по тому же пути, по которому мы пришли». Но прежде чем Оатс успел отдать такую команду, ситуация изменилась. Полк Чемберлена к этому времени почти растратил боеприпасы и потерял так много людей, что мог не отразить повторную атаку, и Чемберлен решил контратаковать. Он отдал команду «В штыки!», и полк бросился в атаку. «Когда была дана команда отступать, — вспоминал Оатс, — мы побежали, как стадо дикого скота». В этот момент по ним открыла огонь рота капитана Вальтера Морилла, которая ещё раньше была отправлена на левый фланг. Многие попали в плен при этом отступлении, остальные отошли вверх по склону Биг-Раунд-Топ и заняли там оборону.
К началу боя полк насчитывал 644 человека; из них было потеряно убитыми 72, ранеными 190 и 81 пропал без вести.
Впоследствии, в 1905 году, Оатс задумал установить монумент 15-му Алабамскому на том участке, где его правые роты прорвались выше всего по склону, но Чемберлен, узнав об этом (от Оатса), высказался против выбранного места и в итоге администрация Национального Парка полностью отказала ему в установке.

### На Западе
После завершения Геттисбергской кампании дивизия Худа была отправлена на Запад, на усиление армии Брэкстона Брэгга. 19 — 20 сентября он участвовал в сражении при Чикамоге, где потерял 19 человек убитыми и 123 ранеными из 425. 30 сентября он сражался при Мокасин-Пойнт (потери не известны), а 28 — 29 октября сражался при Броунс-Ферри и при Лукаут-Велли, где потерял 15 убитыми и 40 ранеными.
В ноябре-декабре 1863 года полк участвовал в Ноксвиллской кампании, где потерял 6 человек убитыми и 21 ранеными.